# Erwin Panofsky
Erwin Panofsky (ur. 30 marca 1892 w Hanowerze, zm. 14 marca 1968 w Princeton) – niemiecki historyk sztuki i eseista pochodzenia żydowskiego, jeden z twórców ikonologii. Najważniejszym jego dziełem było Studies in Iconology: Humanist Themes in the Art of the Renaissance (1939). W 1967 otrzymał Pour le Mérite za Naukę i Sztukę.
W latach 1926–1933 był profesorem na uniwersytecie w Hamburgu, zmuszony przez nazistów do emigracji z Niemiec, od 1935 pracownik Institute for Advanced Study w Princeton. W dziele Perspektywa jako forma symboliczna wprowadził genezę symboliki renesansowej. Był członkiem zagranicznym Królewskiej Holenderskiej Akademii Sztuk i Nauk.

## Prace
- Perspective as Symbolic Form (1927) (pol. Perspektywa jako forma symboliczna, Wydawnictwa Uniwersytetu Warszawskiego, Warszawa 2008)
- Studies in Iconology (1939)
- The Life and Art of Albrecht Dürer (1943), Princeton, NJ, Princeton University Press, 1955
- Gothic Architecture and Scholasticism (1951)
- Early Netherlandish Painting (1953)
- Meaning in the Visual Arts (1955)
- Renaissance and Renascences in Western Art (1962)
- Tomb Sculpture (1964)
- Problems in Titian, mostly iconographic (1969)